# Villazanzo de Valderaduey
Villazanzo de Valderaduey – gmina w Hiszpanii, w prowincji León, w Kastylii i León, o powierzchni 145,88 km². W 2011 roku gmina liczyła 520 mieszkańców.